# 바르샤바 국립 고고학 박물관
바르샤바 국립 고고학 박물관(폴란드어: Państwowe Muzeum Archeologiczne w Warszawie)은 폴란드 바르샤바에 있는 고고학 박물관이다. 구 바르샤바 무기고에 위치해 있다. 이 박물관은 1923년에 설립되었으며 1958년부터 현재 위치에 있다.
국립 고고학 박물관은 폴란드 전역의 다양한 지역에서 발굴을 조직하고, 고고학과 관련된 다른 박물관 및 기관의 연구 결과를 포함하여 연구 결과를 개발하고 출판한다.